# Míriam Hatibi
Míriam Hatibi (Barcelona, 1993) es una analista de datos y activista española. Ha sido portavoz de la Fundación Ibn Battuta y es miembro activa de la comunidad musulmana.

## Biografía
Hija de padres marroquíes Hatibi nació en Barcelona y fue criada en Bellpuig,Lérida.Tiene dos hermanos, Omar y Yasin. Su padre se llama Mostafa y su madre se llama Aicha. 
Hatibi asistió a la Escuela Vedruna en educación primaria y al Institut Lo Pla d´Urgell en sus años de bachillerato. Cursó un grado en International Business Economics en la Universidad Pompeu Fabra y un posgrado en Internacionalización en la Universidad de Barcelona. Actualmente trabaja como analista en una agencia de comunicación basada en minería de datos en redes sociales.

### Trayectoria
Soñaba con ser docente porque valora mucho su educación, no hubiera logrado su  éxito si no fuera por sus profesores además del desarrollo de sus habilidades académicas, Hatibi dice que aprendió mucho de convivencia por haber asistido a una escuela católica de niña a pesar de ser musulmana, y este aprendizaje era en gran parte debida a sus profesores que decían que en sus aulas no había musulmanes o cristianos, había niños. Aunque no era obligatorio asistir a misas escolares durante los fines de semana sus padres la mandaban a misas católicas porque creían en los valores de aprendizaje e integración cultural. Además participaba en misas y celebraciones navideñas y describió el valor de aprender sobre varias culturas desde una edad joven. Con esta inmersión religiosa también aprendió el valor de la representación.  
Una de sus profesoras pronunció su nombre con una pronunciación Árabe (“Meriem”) en vez de “Miriam,” y este detalle le enseñó el impacto de la representación en los mentes de los jóvenes. En sus intervenciones en los medios de comunicación a menudo reivindica la falta de representación de las mujeres y sobre todo de las hijas de inmigrantes. Aboga por unos medios que no estereotipen a la mujer musulmana y que sean más plurales. Como musulmana, defiende un feminismo diferente al hegemónico pero que comparte el mismo fondo de una manera diferente ya que en sus apariciones a los medios siempre lleva velo. 
Entre 2014 y 2020 ha sido portavoz de la Fundación Ibn Battuta (FIB) entidad creada para potenciar el intercambio sociocultural y la difusión del conocimiento científico entre Marruecos y España. 
A raíz de los atentados terroristas en Barcelona y Cambrils que tuvieron lugar el agosto del 2017, Míriam se puso bajo el foco público para condenar con vehemencia el terrorismo, en una manifestación en la Plaza Cataluña que reunió centenares de musulmanes. Como portavoz de la FIB, fue escogida para leer un manifiesto en la masiva manifestación que tuvo lugar en Barcelona el 26 de agosto del mismo año.

### Escritura y Obras
- Mírame a los ojos, no es tan difícil entendernos (2018).[3] En su libro, Hatibi cuenta su vida, la complejidad de su identidad, y los problemas que contribuyen al aumento reciente de islamofobia en España. Describe cómo la discriminación que la afecta era por información equivocada en el parte de la población general sobre españoles musulmanes, y suponen que todos los musulmanes son extranjeros desconocidos. Hatibi describe cómo mucha gente suponía que ella era inmigrante y suele dudar su integración entre la cultura en la que nació. En un capítulo sobresaliente su compañera exclamó “¡Pensaba que eras normal!” cuando aprendió que Hatibi era musulmana. En su libro, habla del valor de la educación para combatir el desconocimiento e islamofobia en la parte de la población general. Hatibi valora mucho la educación culturalmente envolvente de su niñez, y cree que la gente podría aprender lo bueno del islam si fuera beneficiario de una educación similar. A pesar de analizar un tema muy serio usa un tono agradable y personal y cercano en su escritura. En vez de publicar páginas de contenido académico y denso, ella utiliza cuentas de su vida para resaltar y analizar problemas sistemáticos.[4]

- Leila (Timun Mas, en castellano, y Estrella Polar en catalán)[5] Hatibi muestra el valor de la diversidad en el cuento infantil, el valor de la diversidad y la convivencia con una historia protagonizada por una niña musulmana e ilustrada por la dibujante Màriam Ben-Arab.[6]

### Activismo
Hatibi ha dedicado su vida a combatir la amenaza de Islamofobia y  promover el feminismo interseccional en España. La interseccionalidad es especialmente importante porque su identidad es un tema muy complejo para ella. Como mujer, catalana, marroquí, y musulmán tiene que luchar para representación e igualdad en varios frentes. Como portavoz de la Fundación Ibn Battuta, trabaja para el avance de feminismo interseccional. Hatibi, una mujer musulmana que lleva hiyab, es muy consciente del efecto del velo en su imagen para los demás. Ella lucha contra la idea que el hijab debería ser el aspecto definitivo de la identidad para las  mujeres que lo llevan. Para Hatibi, el feminismo occidental realmente sirve para facilitar identidades islamófobas. Este tipo de feminismo, que Hatibi describe cómo feminismo “hegemónico,” se basa en una idea fundamental que el hijab es un símbolo de la opresión. Según las feministas occidentales el islam es una religión inherentemente sexista y mujeres musulmanas tienen que decidir entre la religión y la libertad. Para Hatibi, el problema sobresaliente en términos de la Islamofobia es la falta de representación y la presencia de información errónea, especialmente en los medios de comunicación. 
Hatibi quiere educar a la gente para enseñarles que el islam no es equivocado ni sexista—es una religión tolerante, y las mujeres que llevan el hiyab lo hacen por elección. También, lucha para que la gente trate a las mujeres musulmanas como cualquier ser humano, en vez de juzgarlas solo por el uso del velo.